# 1705
Il 1705 (MDCCV in numeri romani) è un anno  del XVIII secolo.

## Eventi
- Clemente XI promulga la bolla Vineam domini, seguita nel 1715 dalla Unigenitus, in cui condanna con veemenza le posizioni gianseniste.
- Thomas Newcomen inventa il motore atmosferico.
- Costruzione del Palazzo di Gino Capponi a Firenze.
- 5 maggio – Giuseppe I, primogenito di Leopoldo I, ascende al trono del Sacro Romano Impero, già incoronato re d'Ungheria nel 1687.
- 12 maggio – Un cittadino veneziano è condannato dall'inquisizione a 5 anni di galera per sacrilegio contro un'ostia.
- 31 luglio – Battaglia di Varsavia: Le truppe svedesi, seppur in inferiorità numerica, infliggono una dura sconfitta alle truppe coalizzate sassoni e polacco-lituane.
- 16 agosto – Battaglia di Cassano d'Adda: Il maresciallo francese Luigi Giuseppe di Borbone-Vendôme, durante la Guerra di successione spagnola, sconfigge a Cassano d'Adda l'esercito imperiale comandato dal principe Eugenio di Savoia, impedendogli di soccorrere Vittorio Amedeo di Savoia, quest'episodio prelude all'assedio di Torino dell'anno successivo.
- 30 agosto – Il sacerdote di Capurso Don Domenico Tanzella dopo aver visto in apparizione la Beata Vergine ed essere guarito da una mortale malattia bevendo l'acqua del pozzo da lei indicato, scende nel Pozzo di Santa Maria nella contrada "Piscino" e trova sulla parete del pozzo che volge a mezzogiorno una icona bizantina della Vergine.

A questo ritrovamento farà seguito un numero imponente di miracoli che daranno vita al Culto della Madonna del Pozzo di Capurso.

## Nati

### Gennaio
- 2 gennaio - Amadio Baldanzi, presbitero e medico italiano († 1789)
- 8 gennaio - Jacques-François Blondel, architetto e urbanista francese († 1774)
- 14 gennaio - Jean Baptiste Charles Bouvet de Lozier, navigatore e esploratore francese († 1786)
- 15 gennaio - Ludovico Gruno d'Assia-Homburg, generale e nobile tedesco († 1745)
- 21 gennaio - Isaac Hawkins Browne, politico e poeta inglese († 1760)
- 24 gennaio - Farinelli, cantante italiano († 1782)

### Febbraio
- 7 febbraio - Michele Scavo, vescovo cattolico italiano († 1771)
- 15 febbraio - Charles-André van Loo, pittore francese († 1765)
- 16 febbraio - Bonifacio Finetti, filosofo e linguista italiano († 1782)
- 20 febbraio - Nicolas Chédeville, oboista e compositore francese († 1782)
- 21 febbraio - Edward Hawke, I barone Hawke, ammiraglio britannico († 1781)
- 24 febbraio - Salvatore Andreani, vescovo cattolico italiano († 1784)

### Marzo
- 1º marzo - Luigi II Sanseverino, nobile e funzionario italiano († 1772)
- 2 marzo - Agostino Giuffrida, medico italiano († 1777)
- 2 marzo - William Murray, I conte di Mansfield, magistrato e politico britannico († 1793)
- 9 marzo - Tommaso Temanza, architetto, scrittore e ingegnere italiano († 1789)
- 12 marzo - Noël Jourda, generale francese († 1788)
- 21 marzo - Lorenz Natter, medaglista tedesco († 1763)
- 22 marzo - Nicolas-Sébastien Adam, scultore francese († 1778)
- 27 marzo - Matias Aires Ramos, filosofo e scrittore portoghese († 1763)
- 31 marzo - Sofia Carolina di Brandeburgo-Kulmbach, principessa tedesca († 1764)

### Aprile
- 19 aprile - Francesco Corselli, compositore italiano († 1778)
- 23 aprile - Carlo Malinconico, pittore italiano
- 25 aprile - Giovanni Molin, cardinale e vescovo cattolico italiano († 1773)

### Maggio
- 5 maggio - John Campbell, IV conte di Loudoun, generale britannico († 1782)
- 22 maggio - Giulia Chiteria Caracciolo, nobile spagnola († 1756)
- 23 maggio - Karim Khan,  persiano († 1779)

### Giugno
- 1º giugno - Carl Marcus Tuscher, pittore, scultore e architetto tedesco († 1751)
- 10 giugno - Carlo Federico Alberto di Brandeburgo-Schwedt, principe e militare tedesco († 1762)
- 10 giugno - Tommaso Scipioni, giurista italiano († 1755)
- 10 giugno - Sforza Giuseppe Sforza Cesarini, III principe di Genzano, militare e ambasciatore italiano († 1744)
- 27 giugno - Claude-Henry Feydeau de Marville, politico, magistrato e nobile francese († 1787)
- 30 giugno - Cesare Crescenzio de Angelis, vescovo cattolico italiano († 1765)

### Luglio
- 7 luglio - Filippo Finazzi, compositore e cantante lirico italiano († 1776)
- 12 luglio - Antonio Maria Franci, vescovo cattolico italiano († 1790)
- 31 luglio - Giorgio Domenico Fossati, architetto, incisore e scrittore svizzero († 1785)

### Agosto
- 8 agosto - Gustaaf Willem van Imhoff, politico olandese († 1750)
- 18 agosto - Louis Phélypeaux de Saint-Florentin, politico e nobile francese († 1777)
- 27 agosto - Ludovico Therin Bonesio, vescovo cattolico italiano († 1780)
- 30 agosto - David Hartley, psicologo e filosofo britannico († 1757)

### Settembre
- 5 settembre - Elisabetta Alessandrina di Borbone-Condé, nobile francese († 1765)
- 7 settembre - Matthäus Günther, pittore tedesco († 1788)
- 10 settembre - Andrea Sciortino, missionario italiano († 1772)
- 18 settembre - Sarah Cadogan, nobildonna inglese († 1751)
- 23 settembre - Giuseppe d'Assia-Rotenburg, principe tedesco († 1744)
- 24 settembre - Leopold Joseph von Daun, generale austriaco († 1766)
- 27 settembre - Michel-Ange Slodtz, scultore francese († 1758)
- 28 settembre - Henry Fox, I barone Holland, politico inglese († 1774)
- 28 settembre - Johann Peter Kellner, compositore e organista tedesco († 1772)

### Ottobre
- 3 ottobre - Jacques-Joachim Trotti de La Chétardie, diplomatico francese († 1759)
- 4 ottobre - Giuseppe Maria Castelli, cardinale italiano († 1780)
- 23 ottobre - Maximilian Ulysses Browne, militare irlandese († 1757)
- 29 ottobre - Gerhard Friedrich Müller, esploratore, storico e etnografo tedesco († 1783)
- 31 ottobre - Papa Clemente XIV, papa, vescovo cattolico e cardinale italiano († 1774)

### Novembre
- 5 novembre - Louis-Gabriel Guillemain, compositore e violinista francese († 1770)
- 16 novembre - Isidoro Sánchez de Luna, arcivescovo cattolico italiano († 1786)
- 21 novembre - Leopoldo Andrea Guadagni, giurista italiano († 1785)
- 23 novembre - Thomas Birch, storico e presbitero inglese († 1766)
- 24 novembre - Christian Moritz von Königsegg-Rothenfels, nobile e militare tedesco († 1778)
- 26 novembre - Giulio Cesare Colonna di Sciarra, V principe di Carbognano, principe italiano († 1787)

### Dicembre
- 1º dicembre - Jan Chryzostomus Neruda, violinista e direttore di coro ceco († 1763)
- 2 dicembre - Bernardino Moscati, chirurgo, anatomista e ginecologo italiano († 1798)
- 9 dicembre - Faustina Pignatelli, fisica e matematica italiana († 1769)
- 13 dicembre - Alfonso Varano, poeta e drammaturgo italiano († 1788)
- 14 dicembre - Wiguläus von Kreittmayr, giurista e funzionario tedesco († 1790)
- 16 dicembre - Gherardo degli Angioli, poeta italiano († 1783)
- 16 dicembre - Andrea Basili, compositore italiano († 1777)
- 20 dicembre - Antonio Palomba, librettista e poeta italiano († 1769)

### Senza giorno specificato
- Henry Vane, I conte di Darlington, politico inglese († 1758)
- Đoàn Thị Điểm, poetessa vietnamita († 1748)
- Domenico Annibali, contraltista italiano († 1779)
- Louis Archimbaud, compositore e organista francese († 1789)
- Simon Bourguet, artigiano francese († 1775)
- Giacomo Bonavia, scultore, pittore e urbanista italiano († 1759)
- Giovanni Cadonici, storico e scrittore italiano († 1786)
- Andrea Casali, pittore italiano († 1784)
- Carl Wilhelm Cederhielm, nobile svedese († 1769)
- Egidio Dall'Oglio, pittore italiano († 1784)
- Jean-Baptiste Dehesse, danzatore e coreografo francese († 1779)
- Henry Dillon, XI visconte Dillon,  irlandese († 1787)
- Vincenzo Fato, pittore italiano († 1788)
- Hieronymus David Gaubius, medico e chimico tedesco († 1780)
- Giovanni Giacomo Grimaldi, doge († 1777)
- Charles Jacob Guillemain, commediografo francese († 1770)
- Emmanuel Héré de Corny, architetto francese († 1763)
- Charles Labelye, matematico e ingegnere svizzero († 1762)
- Marianne Loir, pittrice francese († 1783)
- Matteo Lucchesi, ingegnere e architetto italiano († 1776)
- Scipione Manni, pittore italiano († 1770)
- Georg-Michael Moser, incisore svizzero († 1783)
- Jón Ólafsson da Grunnavík, letterato islandese († 1779)
- Pellegro Parodi, pittore italiano
- Abate Pico della Mirandola, nobile e politico italiano († 1787)
- Alessandro Pompei, architetto, pittore e scrittore italiano († 1772)
- Philip Stamma, scacchista e compositore di scacchi siriano († 1755)
- Dick Turpin, criminale inglese († 1739)
- Ridolfino Venuti, storico, archeologo e numismatico italiano († 1763)
- Christian Wolff, compositore tedesco († 1773)

## Morti

### Gennaio
- 5 gennaio - Georg Christoph Eimmart, astronomo e incisore tedesco (n. 1638)
- 10 gennaio - Jan van Haensbergen, pittore, disegnatore e incisore olandese (n. 1642)
- 11 gennaio - Dominik Andreas I von Kaunitz, nobile, diplomatico e politico austriaco (n. 1655)
- 12 gennaio - Luca Giordano, pittore italiano (n. 1634)
- 17 gennaio - John Ray, naturalista britannico (n. 1627)
- 28 gennaio - Lev Kirillovič Naryškin, politico russo (n. 1664)

### Febbraio
- 1º febbraio - Sofia Carlotta di Hannover, regina (n. 1668)
- 4 febbraio - Giacomo Piazzetta, intagliatore e scultore italiano
- 5 febbraio - Jean Gilles, compositore francese (n. 1668)
- 5 febbraio - Philipp Jacob Spener, teologo tedesco (n. 1635)
- 7 febbraio - Mary Dering, nobildonna e compositrice inglese (n. 1629)
- 20 febbraio - Lorenz Beger, giurista, numismatico e archivista tedesco (n. 1653)
- 25 febbraio - Sybrandus van Noordt, compositore, clavicembalista e organista olandese (n. 1659)

### Marzo
- 3 marzo - Adam van Lintz, poeta e matematico olandese
- 12 marzo - Mainfrain Lecomte, pittore e decoratore francese (n. 1630)
- 14 marzo - James Scott, conte di Dalkeith, nobile scozzese (n. 1674)
- 20 marzo - Massimiliano Filippo Girolamo di Baviera, principe tedesco (n. 1638)
- 22 marzo - Christian Heinrich Postel, poeta e librettista tedesco (n. 1658)

### Aprile
- 6 aprile - Urbano Sacchetti, cardinale e vescovo cattolico italiano (n. 1640)
- 13 aprile - Balthasar Ableithner, scultore tedesco (n. 1613)
- 17 aprile - Johann Paul von Westhoff, compositore e violinista tedesco (n. 1656)

### Maggio
- 5 maggio - Leopoldo I d'Asburgo, imperatore (n. 1640)

### Giugno
- 4 giugno - Ambrosio Bembo, viaggiatore italiano (n. 1652)
- 9 giugno - Fadrique Álvarez de Toledo y Ponce de León, militare spagnolo (n. 1635)
- 16 giugno - Adriaen van der Cabel, pittore, incisore e disegnatore olandese
- 24 giugno - Loreto Mattei, poeta e storico italiano (n. 1622)
- 28 giugno - Giovanni Martino Hamerani, medaglista italiano (n. 1646)

### Luglio
- 16 luglio - François Lespingola, scultore francese (n. 1644)
- 24 luglio - Philip Sidney, V conte di Leicester, nobile inglese (n. 1676)

### Agosto
- 6 agosto - Giovanni Ferdinando di Auersperg, nobile austriaco (n. 1655)
- 16 agosto - Jakob Bernoulli, matematico e scienziato svizzero (n. 1654)
- 28 agosto - Giorgio Guglielmo di Brunswick-Lüneburg, nobile tedesco (n. 1624)

### Settembre
- 2 settembre - Giacinto Camillo Maradei, vescovo cattolico italiano (n. 1639)
- 5 settembre - Domenico Martire, presbitero e storico italiano (n. 1634)
- 8 settembre - Cosimo Ulivelli, pittore italiano (n. 1625)
- 13 settembre - Giorgio di Assia-Darmstadt, generale tedesco (n. 1669)
- 15 settembre - Melchor Portocarrero, generale spagnolo (n. 1636)
- 19 settembre - Giovanni Sebenico, compositore, organista e tenore italiano (n. 1640)

### Ottobre
- 2 ottobre - Augusto Federico di Holstein-Gottorp, principe (n. 1646)
- 2 ottobre - Palamedes Palamedesz II, pittore e decoratore olandese (n. 1633)
- 2 ottobre - Giovanni Venanzi, pittore italiano (n. 1627)
- 6 ottobre - Giovanni Bicilli, compositore e organista italiano
- 11 ottobre - Guillaume Amontons, fisico francese (n. 1663)
- 12 ottobre - Agostino Chigi, I principe di Farnese, principe italiano (n. 1634)
- 13 ottobre - Augustyn Michał Stefan Radziejowski, cardinale e arcivescovo cattolico polacco (n. 1645)
- 17 ottobre - Ninon de Lenclos, scrittrice francese (n. 1620)
- 22 ottobre - Amato Danio, giurista italiano (n. 1619)
- 27 ottobre - Tirso González de Santalla, gesuita spagnolo (n. 1624)
- 31 ottobre - Jibra'il al-Bluzani, patriarca cattolico ottomano

### Novembre
- 10 novembre - Justine Siegemund, scrittrice tedesca (n. 1636)
- 11 novembre - Giuseppe Diamantini, pittore, incisore e poeta italiano (n. 1623)
- 15 novembre - Dorotea Carlotta di Brandeburgo-Ansbach, nobile tedesco (n. 1661)
- 30 novembre - Federigo Nomi, presbitero, poeta e latinista italiano (n. 1633)

### Dicembre
- 8 dicembre - Antonio Teodoro Gaetano Gallio Trivulzio, nobile italiano (n. 1658)
- 13 dicembre - Plautilla Bricci, architetta e pittrice italiana (n. 1616)
- 19 dicembre - Pirro Maria Gabrielli, medico italiano (n. 1643)
- 21 dicembre - Cristina di Baden-Durlach, principessa tedesca (n. 1645)
- 23 dicembre - Luisa Dorotea di Prussia, principessa prussiana (n. 1680)
- 31 dicembre - Caterina di Braganza, sovrana (n. 1638)

### Senza giorno specificato
- Suzanne du Plessis-Bellière (n. 1605)
- Giovanni Andrea Angelini Bontempi, compositore italiano (n. 1624)
- Marie-Catherine d'Aulnoy, scrittrice francese (n. 1651)
- Pierre Beauchamp, danzatore, coreografo e musicista francese (n. 1631)
- Claude Bertin, scultore francese (n. 1653)
- Domenico Bettini, pittore italiano (n. 1644)
- Carlo Bovio, gesuita, poeta e scrittore italiano (n. 1614)
- Niccolò Cevoli del Carretto, medico italiano (n. 1650)
- Juan Tomás Enríquez de Cabrera, generale e politico spagnolo (n. 1646)
- John Howe, teologo britannico (n. 1630)
- Johann Löhner, compositore e organista tedesco (n. 1645)
- Titus Oates, presbitero inglese (n. 1649)
- Federico Panza, pittore italiano (n. 1635)
- Giovanni Andrea Pauletti, storico italiano (n. 1641)
- Ignazio Pollice, compositore italiano
- Daniel Seiter, pittore austriaco
- Giovanni Andrea Spinola, poeta, politico e ambasciatore italiano (n. 1625)
- Imre Thököly, nobile e condottiero ungherese (n. 1657)
- Frans Withoos, pittore e illustratore olandese
- Franz du Hamel, generale prussiano
- Jahanzeb Banu Begum, principessa indiana
- Kavanoz Ahmed Pascià, politico ottomano

## Calendario
| Calendario 1705 | Calendario 1705 | Calendario 1705 | Calendario 1705 | Calendario 1705 | Calendario 1705 | Calendario 1705 | Calendario 1705 | Calendario 1705 | Calendario 1705 | Calendario 1705 | Calendario 1705 | Calendario 1705 | Calendario 1705 | Calendario 1705 | Calendario 1705 | Calendario 1705 | Calendario 1705 | Calendario 1705 | Calendario 1705 | Calendario 1705 | Calendario 1705 | Calendario 1705 | Calendario 1705 | Calendario 1705 | Calendario 1705 | Calendario 1705 | Calendario 1705 | Calendario 1705 | Calendario 1705 | Calendario 1705 | Calendario 1705 | Calendario 1705 |
| --------------- | --------------- | --------------- | --------------- | --------------- | --------------- | --------------- | --------------- | --------------- | --------------- | --------------- | --------------- | --------------- | --------------- | --------------- | --------------- | --------------- | --------------- | --------------- | --------------- | --------------- | --------------- | --------------- | --------------- | --------------- | --------------- | --------------- | --------------- | --------------- | --------------- | --------------- | --------------- | --------------- |
|                 | 1               | 2               | 3               | 4               | 5               | 6               | 7               | 8               | 9               | 10              | 11              | 12              | 13              | 14              | 15              | 16              | 17              | 18              | 19              | 20              | 21              | 22              | 23              | 24              | 25              | 26              | 27              | 28              | 29              | 30              | 31              |                 |
| Gennaio         | Gi              | Ve              | Sa              | Do              | Lu              | Ma              | Me              | Gi              | Ve              | Sa              | Do              | Lu              | Ma              | Me              | Gi              | Ve              | Sa              | Do              | Lu              | Ma              | Me              | Gi              | Ve              | Sa              | Do              | Lu              | Ma              | Me              | Gi              | Ve              | Sa              |                 |
| Febbraio        | Do              | Lu              | Ma              | Me              | Gi              | Ve              | Sa              | Do              | Lu              | Ma              | Me              | Gi              | Ve              | Sa              | Do              | Lu              | Ma              | Me              | Gi              | Ve              | Sa              | Do              | Lu              | Ma              | Me              | Gi              | Ve              | Sa              |                 |                 |                 |                 |
| Marzo           | Do              | Lu              | Ma              | Me              | Gi              | Ve              | Sa              | Do              | Lu              | Ma              | Me              | Gi              | Ve              | Sa              | Do              | Lu              | Ma              | Me              | Gi              | Ve              | Sa              | Do              | Lu              | Ma              | Me              | Gi              | Ve              | Sa              | Do              | Lu              | Ma              |                 |
| Aprile          | Me              | Gi              | Ve              | Sa              | Do              | Lu              | Ma              | Me              | Gi              | Ve              | Sa              | Do              | Lu              | Ma              | Me              | Gi              | Ve              | Sa              | Do              | Lu              | Ma              | Me              | Gi              | Ve              | Sa              | Do              | Lu              | Ma              | Me              | Gi              |                 |                 |
| Maggio          | Ve              | Sa              | Do              | Lu              | Ma              | Me              | Gi              | Ve              | Sa              | Do              | Lu              | Ma              | Me              | Gi              | Ve              | Sa              | Do              | Lu              | Ma              | Me              | Gi              | Ve              | Sa              | Do              | Lu              | Ma              | Me              | Gi              | Ve              | Sa              | Do              |                 |
| Giugno          | Lu              | Ma              | Me              | Gi              | Ve              | Sa              | Do              | Lu              | Ma              | Me              | Gi              | Ve              | Sa              | Do              | Lu              | Ma              | Me              | Gi              | Ve              | Sa              | Do              | Lu              | Ma              | Me              | Gi              | Ve              | Sa              | Do              | Lu              | Ma              |                 |                 |
| Luglio          | Me              | Gi              | Ve              | Sa              | Do              | Lu              | Ma              | Me              | Gi              | Ve              | Sa              | Do              | Lu              | Ma              | Me              | Gi              | Ve              | Sa              | Do              | Lu              | Ma              | Me              | Gi              | Ve              | Sa              | Do              | Lu              | Ma              | Me              | Gi              | Ve              |                 |
| Agosto          | Sa              | Do              | Lu              | Ma              | Me              | Gi              | Ve              | Sa              | Do              | Lu              | Ma              | Me              | Gi              | Ve              | Sa              | Do              | Lu              | Ma              | Me              | Gi              | Ve              | Sa              | Do              | Lu              | Ma              | Me              | Gi              | Ve              | Sa              | Do              | Lu              |                 |
| Settembre       | Ma              | Me              | Gi              | Ve              | Sa              | Do              | Lu              | Ma              | Me              | Gi              | Ve              | Sa              | Do              | Lu              | Ma              | Me              | Gi              | Ve              | Sa              | Do              | Lu              | Ma              | Me              | Gi              | Ve              | Sa              | Do              | Lu              | Ma              | Me              |                 |                 |
| Ottobre         | Gi              | Ve              | Sa              | Do              | Lu              | Ma              | Me              | Gi              | Ve              | Sa              | Do              | Lu              | Ma              | Me              | Gi              | Ve              | Sa              | Do              | Lu              | Ma              | Me              | Gi              | Ve              | Sa              | Do              | Lu              | Ma              | Me              | Gi              | Ve              | Sa              |                 |
| Novembre        | Do              | Lu              | Ma              | Me              | Gi              | Ve              | Sa              | Do              | Lu              | Ma              | Me              | Gi              | Ve              | Sa              | Do              | Lu              | Ma              | Me              | Gi              | Ve              | Sa              | Do              | Lu              | Ma              | Me              | Gi              | Ve              | Sa              | Do              | Lu              |                 |                 |
| Dicembre        | Ma              | Me              | Gi              | Ve              | Sa              | Do              | Lu              | Ma              | Me              | Gi              | Ve              | Sa              | Do              | Lu              | Ma              | Me              | Gi              | Ve              | Sa              | Do              | Lu              | Ma              | Me              | Gi              | Ve              | Sa              | Do              | Lu              | Ma              | Me              | Gi              |                 |